# Paris Saint-Germain Football Club 1976-1977
Questa voce raccoglie le informazioni riguardanti il Paris Saint-Germain Football Club nelle competizioni ufficiali della stagione 1976-1977

## Stagione
Nella stagione che vide l'abbandono di Robert Vicot alla guida della squadra, il Paris Saint-Germain migliorò ulteriormente la propria posizione in campionato concludendo al nono posto, nonostante il primo avvicendamento in panchina nella storia della squadra (Velibor Vasović abbandonò la squadra verso la fine del campionato, per essere sostituito dal giocatore Ilja Pantelić coadiuvato da Pierre Alonzo). In Coppa di Francia i parigini furono invece eliminati agli ottavi di finale dal Sochaux.

## Organigramma societario
Area direttiva
- Presidente onorario:  Henri Patrelle
- Presidente:  Daniel Hechter

Area tecnica
- Allenatore:  Velibor Vasović, da aprile  Ilja Pantelić e  Pierre Alonzo[1]

## Maglie e sponsor
Vengono confermate le divise della stagione precedente (prodotte dalla Le Coq Sportif o dall'Adidas e sponsorizzate RTL).
| 1a divisa | 2a divisa |

## Rosa
| N. |                       | Ruolo | Calciatore         |
| -- | --------------------- | ----- | ------------------ |
|    | Jugoslavia (bandiera) | P     | Ilja Pantelić      |
|    | Francia (bandiera)    | P     | Michel Bensoussan  |
|    | Francia (bandiera)    | D     | Jean-Marc Pilorget |
|    | Portogallo (bandiera) | D     | Humberto Coelho    |
|    | Francia (bandiera)    | D     | Perre Bajoc        |
|    | Francia (bandiera)    | D     | Gérard Cenzato     |
|    | Francia (bandiera)    | D     | Éric Renaut        |
|    | Francia (bandiera)    | D     | Dominique Lokoli   |
|    | Francia (bandiera)    | D     | Jacques Novi       |
|    | Francia (bandiera)    | D     | Thierry Morin      |
|    | Francia (bandiera)    | C     | Jacky Laposte      |
|    | Francia (bandiera)    | C     | Denis Bauda        |

| N. |                              | Ruolo | Calciatore         |
| -- | ---------------------------- | ----- | ------------------ |
|    | Francia (bandiera)           | C     | Dominique Barberat |
|    | Francia (bandiera)           | C     | Bernard Moraly     |
|    | Francia (bandiera)           | C     | Francis Piasecki   |
|    | Francia (bandiera)           | C     | Lionel Justier     |
|    | Francia (bandiera)           | A     | François Brisson   |
|    | Congo-Brazzaville (bandiera) | A     | François M'Pelé    |
|    | Camerun (bandiera)           | A     | Jean-Pierre Tokoto |
|    | Francia (bandiera)           | A     | Guy Nosibor        |
|    | Francia (bandiera)           | A     | Philippe Redon     |
|    | Algeria (bandiera)           | A     | Mustapha Dahleb    |
|    | Francia (bandiera)           | A     | Christian André    |
|    | Algeria (bandiera)           | A     | Ali Messaoud Rida  |

## Statistiche

### Statistiche di squadra
| Competizione     | Punti | Totale | Totale | Totale | Totale | Totale | Totale | DR  |
| Competizione     | Punti | G      | V      | N      | P      | Gf     | Gs     | DR  |
| ---------------- | ----- | ------ | ------ | ------ | ------ | ------ | ------ | --- |
| Division 1       | 42    | 38     | 17     | 8      | 13     | 65     | 55     | +10 |
| Coppa di Francia | -     | 5      | 4      | 0      | 1      | 13     | 6      | +7  |
| Totale           |       | 43     | 21     | 8      | 14     | 78     | -64    |     |